# Копані (Вознесенський район)
Копа́ні —  село в Україні, у Доманівській селищній громаді Вознесенського району Миколаївської області. Населення становить 279 осіб. До 2016 року орган місцевого самоврядування — Царедарівська сільська рада.

## Населення

### Мова
Розподіл населення за рідною мовою за даними перепису 2001 року:
| Мова       | Кількість | Відсоток |
| ---------- | --------- | -------- |
| українська | 272       | 97.49%   |
| румунська  | 4         | 1.43%    |
| російська  | 3         | 1.08%    |
| Усього     | 279       | 100%     |